# Le Calvaire de Dona Pia

Le Calvaire de Dona Pia est un film dramatique français réalisé par Henry Krauss, sorti en 1925.

## Fiche technique
- Titre : Le Calvaire de Dona Pia
- Réalisation : Henry Krauss
- Scénario : Andrée Cortis
- Lieu de tournage : Collioure (Pyrénées-Orientales)[1]
- Date de sortie : 7 septembre 1925

## Distribution
- Charlotte Barbier-Krauss : Dona Pia
- Jean-Louis Allibert : Paquito
- Max Maxudian : Tanaret